# Miguel Archanco
Miguel Archanco Taberna (Pamplona, 15 de marzo de 1949), fue presidente del Club Atlético Osasuna desde 2012 hasta 2014.
Archanco, que formaba parte de la directiva de Patxi Izco cuando éste fue presidente, consiguió 3020 votos, el 74,44 por ciento de los emitidos, tres veces más que los logrados por su oponente Javier Zabaleta, quien sumó 1002 votos, un 24,70 por ciento.
Tras el descenso del Club Atlético Osasuna a la Segunda División, dimitió de su cargo, dejando el club en manos de una comisión gestora y entregando un plan de viabilidad para pagar la importante deuda con la Hacienda Foral.
Miguel Archanco fue detenido por agentes de Policía Nacional en su domicilio de Pamplona el 5 de marzo de 2015 tras diversas irregularidades en la contabilidad de Osasuna detectadas en una auditoría realizada por el Consejo Superior de Deportes y bajo la sospecha de haber participado también presuntamente en la compra de partidos en Primera División durante las temporadas 2012-2013 y 2013-2014. Archanco pasó a disposición judicial el día 6 de marzo y tras prestar declaración volvió a pasar otra noche en los calabozos de la Jefatura Superior de Policía de Pamplona. El día 7 de marzo el juez del Juzgado de Instrucción Número 2 de Pamplona, Fermín Otamendi, decretó en un auto su ingreso en prisión eludible bajo fianza de 500.000 euros tras imputarle cinco delitos: apropiación indebida agravada, falsedad documental, falsificación de cuentas, delito societario y corrupción de particulares mientras era presidente de Osasuna. Archanco logró reunir los 500.000 euros de fianza el día 10 de marzo y abandonó la prisión de Pamplona a la espera de juicio.